# ولاية الجزيرة الفراتية
الجزيرة والمعروفة أيضًا باسم جزيرة أقور أو إقليم أقور ، كانت مقاطعة للخلافة الراشدية والأموية والعباسية، تمتد ما بين شمال بلاد ما بين النهرين، وتمتد بين مقاطعات ديار بكر وديار ربيعة وديار مضر، وفي بعض الأحيان تشمل الموصل والأرمنية وأذربيجان كمقاطعات فرعية. وذلك بعد غزوها من قبل العرب المسلمين في سنتي 640/639 في عهد الخليفة عمر بن الخطاب، وقد أصبحت وحدة إدارية ملحقة بمنطقة جند حمص. لكنها انفصلت عن حمص في عهد الخلفاء الأمويين معاوية الأول أو يزيد الأول وخضعت لسلطة جند قنسرين، وقد جعلها الخليفة عبد الملك بن مروان محافظة خاصة بها في عام 692، و بعد عام 702، كانت منطقة الجزيرة تغطي في بعض الأحيان المناطق الرئيسية في أرمينيا وأذربيجان على طول الحدود الشمالية للخلافة، مما يجعلها مقاطعة كبيرة المساحة, وقد كانت مهيمنة عليها من العرب وتحديداً من قبائل قيس ومضر وربيعة وجعلوها تجمعًا رئيسيًا لتجنيد رجال القبائل للجيوش الأموية حيث لعبوا دورًا عسكريًا رئيسيًا هاماً في ظل الخلفاء الأمويين في القرن الثامن، وبلغت ذروتها في عهد الخليفة الأموي الأخير مروان بن محمد (حكم من 744 حتى 750)، حتى الإطاحة بالأمويين على يد العباسيين عام 750.

## الجغرافيا
امتدت منطقة الجزيرة على الجزء الشمالي من المنطقة الواقعة بين نهري دجلة والفرات (بلاد ما بين النهرين العليا)، وكذلك المناطق والمدن المجاورة الواقعة شمال وشرق أعالي دجلة، والمناطق المحيطة بنهري الزاب الكبير والصغير، والشريط من الأراضي الواقعة على الضفة الغربية لنهر الفرات.
المنطقة عمومًا هي هضبة منخفضة نسبيًا، يتخللها عدد من السلاسل الجبلية، بما في ذلك طور عابدين وجبل سنجار وجبل مكحول وجبل عبد العزيز, وتنبثق من هذه الجبال التيارات الرئيسية لنهر الفرات، وهي البليخ في أقصى غرب المنطقة، والخابور في الوسط، والهيرماس (أحد روافد الخابور) في الشمال من طور عابدين, ينبع نهر الثرثار من جبل سنجار في الشرق ويتدفق إلى الصحراء السورية حيث ينتهي.
يحد منطقة الجزيرة غرباً ولاية بلاد الشام (جغرافية سوريا الحالية). إلى الشمال الغربي كانت ثغور الجزيرة، التي تتكون من مناطق على تماس مع الإمبراطورية البيزنطية، وأما في الشمال والشمال الشرقي فيحدها ولايتي أرمينية وأذربيجان، على التوالي, ويحدها جنوباً العراق، ويفصله عن الجزيرة خط يمتد من الأنبار في الجنوب الغربي إلى تكريت في الشمال الشرقي.

### المكون القبلي والعرقي
قبل الفتح الإسلامي في 638-640 ، كانت هناك قبائل عربية بدوية وشبه رحل عريقة في الأطراف الصحراوية لوادي الفرات العلوي والسفلي، وبدرجة أقل بالقرب من المستوطنات على طول ضفاف النهر. من بين هذه القبائل كانت قبيلة تنوخ شبه الرحل والمستقرة، والتي سكنت أجزاء منها على امتداد نهر الفرات بين الأنبار وهيت وإلى الغرب في الصحراء، كانت قبائل تغلب والنمير بن قسيط من اتحاد ربيعة وقبيلة إياد، وجميعها مكونات يجمعها نزار بن معد، وقد كان أعضاؤها بمثابة مساعدين للإمبراطورية الساسانية.  وفقًا لروايات في تاريخ الطبري، فرت قبيلة إياد المسيحية شمالًا إلى الأناضول البيزنطية أثناء الفتح الإسلامي، لكن الخليفة عمر بن الخطاب (حكم من 634 حتى 644) أجبر البيزنطيين على إعادة معظمهم إلى منطقة الجزيرة. بقيت قبيلة تغلب على عقيدتها المسيحية إلى حد كبير بالمقارنة مع اعتناق قبائل العرب لدين الإسلام. شكلت قبيلة تغلب جزءاً كبيراً من قبائل ربيعة القديمة في الجزيرة، لكن قبائل ربيعة الأخرى هناك، وتحديداً قبائل بني بكر، احتفظت أيضًا بمسيحيتها في السنوات القليلة الأولى بعد الفتح.
تركت الحروب البيزنطية الساسانية في أوائل القرن السابع، والتي أعقبتها الفتوحات العربية الإسلامية، وفرة من الأراضي الصالحة للزراعة في الجزيرة. وقد تم استيطان هذه الأراضي من قبل المكونات البدوية للجيوش الإسلامية، وخاصة من قبائل قيس عيلان وقد لعب رجال القبائل العربية المسلمة دوراً عسكرياً رئيسياً في الدفاع عن الجناح الشرقي لبلاد الشام من التوغلات البيزنطية، واستفادوا من الغارات المربحة على أرمينيا. وقد حاولت القبائل الفاتحة للجيوش الإسلامية الحد من الهجرة القبلية إلى الجزيرة، لكن المساحة الشاسعة للمقاطعة وثرواتها، وضغوط الهجرة من الجزيرة العربية إلى الهلال الخصيب استلزم فتح الجزيرة إلى تسهيل استيطانها من قبل العرب الجدد. 
وفي زمن الخليفة عثمان (حكم من 644 حتى 656) وجه بقرار الهجرة إلى المنطقة وبناءً على تعليمات الخليفة، قام معاوية بن أبي سفيان، أمير ولاية الشام، بتوطين رجال القبائل العربية في أراضٍ غير مُطالب بها أو فارغة من السكان في الجزيرة، وعلى بعد مسافة من المدن على طول نهر الفرات، ومنحهم الإذن بمزاولة الزراعة أقام أفراد من قبيلة تميم في مكان يُدعى الربيعة، واستقر رجال قبائل قيس والأسد كذلك، وآخرهما في محيط الرقة. وقد تم استبعاد الوافدين الجدد من الخدمة العسكرية على الحدود الأرمنية وتم وضعهم في نقاط ذات مواقع استراتيجية، مثل تقاطعات الطرق الرئيسية أو الممرات الجبلية الضيقة، ليكونوا بمثابة عزل ضد الاعتداءات البيزنطية، ومن بين الأماكن التي حرسها هؤلاء رجال القبائل كانت ملطية (التي أطلق عليها العرب اسم ملاطية)، حيث تم إدخال التغييرات تدريجياً في جميع أنحاء ولاية الشام، وكانت بمثابة دعم كبير فيما بعد لقبيلة قيس عيلان ليقفوا إلى جانب الأمير معاوية بن أبي سفيان ضد الخليفة علي بن أبي طالب (حكم بين 656 إلى 661) حيث دارت معركة كبيرة بينهما أثناء معركة صفين بالقرب من الرقة عام 657. وفي أثناء تبعات فتنة مقتل عثمان ووقعة صفين والجمل بين (656-661)، حدثت هجرة أخرى إلى الجزيرة. كان الوافدون الجدد هم من رجال القبائل الذين استوطنوا مدينتي الكوفة والبصرة في العراق في العقود السابقة ولكنهم عارضوا حكم الخليفة علي بن أبي طالب واعتزلوا الحياة المستقرة ليعيشوا في منطقة الجزيرة.  
إلى جانب العرب، احتوت الجزيرة على مكون آرامي ملحوظ، لا سيما في منطقة طور عابدين. حيث كانت منطقة الموصل أيضًا موطنًا للأكراد، بينما كانت مجتمعات الأرمن شمالي نهر دجلة الأعلى.

### التقسيمات الإدارية
تم تقسيم الجزيرة إلى ثلاث مناطق، بين ديار مضر التي تضم المنطقة على طول نهر الفرات، وديار ربيعة على طول نهر دجلة، وديار بكر التي تمتد شمالًا إلى المرتفعات الأرمنية . كان التقسيم على أساس الخطوط القبلية، وعلى أساس المجموعة القبلية المهيمنة في كل منطقة، كان حمل المقاطعات للأسماء القبلية العربية مؤشراً على الوجود الكبير لرجال القبائل العربية في الولاية، وهو ما يرجح أن يكون مسؤولاً عن قوتها العسكرية، حيث كانت أكبر خزان تجنيد بشري للجيوش الأموية مقارنة بالولايات الأخرى.
قد يكون التقسيم قد عكس أيضًا القواعد الإدارية لما قبل الإسلام، لأن ديار مضر يتوافق مع مقاطعة أوسروين الرومانية البيزنطية، التي كانت قبل الحكم الروماني مملكة تحكمها سلالة عربية، وأصبحت فيما بعد مركزًا للمسيحية الأحادية، في المصادر، كانت مدينة الموصل تُعتبر أحياناً جزءاً من ديار ربيعة - بما في ذلك عاصمة لها - ولكن في معظم الفترة الأموية، كانت ولاية خاصة بها. 

## التاريخ

### العهد الراشدي
كجزء من إستراتيجية لتشتيت تركيز القبائل العربية المسيحية من بلاد ما بين النهرين العليا والتي حشدها هرقل لفرض حصار على إميسا،  تم غزو الجزيرة من قبل العرب المسلمين في عهد الخليفة عمر بن الخطاب، في 638/639 أو 639/40. وقد قاد جيوش المسلمين إياد بن غانم الفهري.  وكثيرًا ما حاصر إياد بن غانم المستوطنات المحاطة بأسوار على طول نهري الفرات والخابور قبل أو أثناء موسم الحصاد، بينما أرسل مفارز من القوات لمداهمة المناطق الريفية المحيطة للحصول على الإمدادات الزراعية والأسرى بين الفلاحين. وفي منطقة الرقة (التي تسمى كالينيكوس عند البيزنطيين)، دافع العرب المسيحيون الرحل عن الفلاحين خارج أسوار المدينة. وقد أجبرت القوات الإسلامية قادة المدينة الذين يواجهون خطر المجاعة على الاستسلام في غضون خمسة أو ستة أيام، كان هدف إياد بن غانم هو الاستيلاء على المدن بأقل قدر من الدمار والخسائر، وذلك لضمان تدفق الإيرادات الضريبية وكذلك السلع الزراعية إلى الفاتحين المسلمين، وقد تم التوصل إلى شروط استسلام مماثلة مع قادة الرها وحران وساموساتا، وتم إنشاء حاميات إسلامية في المدينتين الأخيرتين.
بعد الفتح، شكلت الجزيرة على الأرجح وحدة إدارية واحدة مع جند حمص ومنطقة جند قنسرين المستقبلية (منطقة عسكرية في شمال سوريا).  عيّن الخليفة عمر إياد بن غانم حاكماً على حمص و قنسرين والجزيرة عام 639 بعد وفاة أبو عبيدة بن الجراح الذي تولى القيادة العامة للشام. تم تعيين وكلاء إداريين على الجزيرة، أحدهما مسئول عن غير العرب (من المفترض أن يكونوا السكان المستوطنين قبل قرون طويلة) والآخر لرجال القبائل العربية الرحل مثل تغلب. وقد عين الخليفة عمر الحبيب بن مسلمة الفهري على غير العرب والوليد بن عقبة على العرب. توفي إياد بن غانم عام 641 وخلفه سعيد بن هديام.  بعد وفاة الأخير عام 642 تم تعيين عمير بن سعد الأنصاري حاكمًا.  مرض عمير بن سعد أثناء خلافة عثمان وتنحى عن منصبه، وبعد ذلك ألحق عثمان منطقة حمص- قناصرين- الجزيرة بسلطة معاوية بن أبي سفيان . كان معاوية بالفعل محافظًا لجند دمشق (المنطقة العسكرية بدمشق) وجند الأردن (المنطقة العسكرية في الأردن) في ذلك الوقت، فأصبحت معظم بلاد الشام تحت إدارة معاوية.

### العهد الأموي
أسس معاوية الخلافة الأموية عام 661 وحكم الخلافة حتى وفاته عام 680، وخلفه بعد ذلك ابنه يزيد الأول (حكم بين 680-683). وفي عهد معاوية أو يزيد، انفصلت قنسرين والجزيرة عن جند حمص وأصبحت منطقة جند قنسرين.  قد يكون الانفصال رداً على تدفق رجال القبائل العرب المهاجرين خلال ولاية معاوية.  كان ارتباط الجزيرة بالمناطق السورية استمرارًا لترتيبات العصر الروماني والبيزنطي، حيث شكلت المنطقتان أبرشية الشرق. ومع ذلك، تميزت تركيبة القبائل العربية في الجزيرة في فترة ما بعد الفتح بهيمنة قبيلة مضر (على سبيل المثال قيس وأسد وتميم)، ما جعلها "كيانًا منعزلاً إلى حد ما"، وفقًا للمؤرخ خالد يحيى بلانكينشيب.  على الرغم من أن الفاتحين الأصليين من القيسيين تسامحوا مع تدفق المهاجرين العرب خلال حياة معاوية، إلا أنهم استاءوا من أن أراضيهم خصصت لإعادة توطين رجال القبائل الخارجيين، حيث كانت نواة القبائل التي شكلت فيما بعد فصيلاً يمانياً وكانت متقربة من الأمويين. 

### مقاطعة مستقلة ومحافظة عظمى
خلال الفتنة الثانية، دعمت قبائل قيس في الجزيرة عبد الله بن الزبير للخلافة الذي كان يشكل أكبر تهديد للحكم الأموي. فلم يكن لديهم ارتباط خاص بالأمويين، وهم من استاءوا من فتح الجزيرة للهجرة، وربما كانوا يأملون في أن يستعيد ابن الزبير استقلالهم وحفاظهم على الأراضي ووقف تدفق المهاجرين اليمانيين. إلا أن الأمويون وحلفائهم من القبائل العربية على رأسهم بنو كلب، قد هزموا ضد قبيلة قيس في معركة مرج راهط بالقرب من العاصمة دمشق عام 684. بعد ذلك، قاد زعيم قبيلة قيس، زفر بن الحارث الكلابي، معارضة القبيلة للأمويين من بلدة جازيران المحصنة في قرقيسيا، الواقعة بالقرب من التقاء نهري الفرات والخابور. وبين حوالي 686 و 689 شن زعيم قبيلة قيس زفر وحليفه القيسي عمير بن الحباب السلمي هجمات ضد بني كلب في سهل بالميرين وتغلب وحلفائهم في ربيعة في جميع أنحاء الجزيرة في سلسلة من الغارات والغارات المضادة، المعروفة في المصادر العربية باسم الأيام (وقد شهدت هذه الفترة بداية الصراعات الحقيقية بين القيسية واليمانية).  تم التغلب عليهم عمومًا خلال هذه المعارك، لكنهم قتلوا عمير بن الحباب القيسي عام 689، بينما كان تم طرد بني كلب من سهوب بالميرين حيث أصبح القيسيين القوة المهيمنة في المنطقة حينها. 
محمد بن مروان ابن الخليفة مروان الأول (حكم بين 684 و685) ، مؤسس البيت المرواني الحاكم للسلالة الأموية، عينه والده في القيادة العسكرية للجزيرة لإبقاء متمردي القيسي تحت السيطرة.  بعد عدد من الحصارات الأموية ضد القيسيين وأماكنهم، استسلم قائدهم زفار للخليفة عبد الملك (حكم بين 685 حتى 705) وفي عام 691، تخلى زفار القيسي عن قضية عبد الله بن الزبير وحصل على امتيازات عسكرية وقضائية له ولأبنائه. انتهت الحرب الأهلية بمقتل ابن الزبير في عام 692، لكن الغارات والهجومات المضادة بين قيس الممثلة بشكل أساسي في قبيلة بني سليم، وبين قبيلة تغلب قد استمرت من ذلك العام حتى انتهت في عام 694 بعد تدخلات الخليفة عبد الملك.  حيث قام الخليفة الأموي بفصل الجزيرة عن جند قنسرين عام 692 ، وجعلها جند (منطقة عسكرية). وفقًا لبلانكينشيب، قد يكون هذا التغيير في الوضع مرتبطًا بالتسوية التي تم التوصل إليها مع زفار وقيس في 691. وفقًا للمؤرخ هيو إن كينيدي، فقد تم ذلك بناءً على طلب محمد بن مروان شقيق عبد الملك، ومنذ ذلك الحين فصاعداً قوات العشائر في المحافظة "كانت تعيش على عائداتها".
أصبحت الموصل تابعة للجزيرة في 721-725 ، وهي الفترة التي برزت فيها قوات الجزيرة بين الجيوش الأموية لقمعها للتمرد الكبير الذي قام به يزيد بن المهلب في العراق عام 720. وقد كانت مناطق الحدود الشمالية أرمينية وأذربيجان ذات أهمية سياسية وعسكرية أكبر من الموصل، والتي كانت ملحقة بولاية محمد بن مروان في جزيران عام 702. شكلت الجزيرة وأرمينية وأذربيجان معا ولاية الجزيرة الكبرى. تم فصل المنطقتين الحدوديتين عن الجزيرة من قبل الخليفة يزيد الثاني (حكم بين 720 حتى 724)
دفعت الحرب المتجددة مع الخزر في المنطقتين الحدوديتين الخليفة هشام بن عبد الملك إلى إعادة السيطرة عليهم إلى الشام عام 727، لكن تدمير الجيش الشامي من قبل الخزر في أردبيل عام 730 قد مهد الطريق لاستعادة هيمنة عشائر الجزيرة من ذلك الحين. 
أصبحت ولاية الجزيرة الكبرى قاعدة قوة لابن محمد بن مروان، الخليفة الأموي المستقبلي مروان الثاني، في عام 732. بعد وفاة الخليفة يزيد الثالث عام 744، حاول مروان بناء مركز جديد للسلطة في حران مع جيشه من ولاية الجزيرة ضد جيش الشام، وقد استطاع هزم سليمان بن هشام، ابن الخليفة هشام، بالقرب من دمشق وأصبح خليفة. في عهد مروان الثاني، كان مسؤولي الجزيرة في صعود على حساب المسؤولين الشاميين، الذين كانوا حتى الآن العنصر العسكري الرئيسي في الخلافة الأموية.
على الرغم من أن القوات الجزيرية كانوا قادرين إلى حد كبير على قمع عدد من الثورات والاضطرابات ضد الأمويين في العراق، فإن التحدي الرئيسي للحكم الأموي انبثق من ولاية خراسان. حيث زحف الجيش العباسي المتشح بالسواد نحو العراق والشام ولأول مرة لا يكون لجيش الشام أو الجزيرة أو العراق يد في مسائل تغيير الواقع العسكري والسياسي في الخلافة الأموية.

## فهرس
- Canard, M. (1965). "Djazira". In Lewis, B.; Pellat, Ch.; Schacht, J. (eds.). The Encyclopaedia of Islam, New Edition, Volume II: C–G (بالإنجليزية). Leiden: E. J. Brill. pp. 523–524. ISBN:90-04-07026-5.
- Crone، Patricia (1980). Slaves on Horses: The Evolution of the Islamic Polity. Cambridge: Cambridge University Press. ISBN:0-521-52940-9.

- Dixon، 'Abd al-Ameer 'Abd (أغسطس 1969). The Umayyad Caliphate 65–86/684–705: A Political Study (Thesis). University of London, School of Oriental and African Studies.
- Donner، Fred M. (1981). The Early Islamic Conquests. Princeton: Princeton University Press. ISBN:0-691-05327-8. مؤرشف من الأصل في 2023-03-26.
- Hinds, M. (1993). "Muʿāwiya I b. Abī Sufyān". In Bosworth, C. E.; van Donzel, E.; Heinrichs, W. P.; Pellat, Ch. (eds.). The Encyclopaedia of Islam, New Edition, Volume VII: Mif–Naz (بالإنجليزية). Leiden: E. J. Brill. pp. 263–268. ISBN:90-04-09419-9.
- Humphreys، R. Stephen، المحرر (1990). The History of al-Ṭabarī, Volume 15: The Crisis of the Early Caliphate: The Reign of ʿUthmān, A.D. 644–656/A.H. 24–35. SUNY series in Near Eastern studies. ألباني، نيويورك: جامعة ولاية نيويورك للصحافة. ISBN:978-0-7914-0154-5. {{استشهاد بكتاب}}: الوسيط |ref=harv غير صالح (مساعدة)
- Juynboll، Gautier H.A.، المحرر (1989). The History of al-Ṭabarī, Volume 13: The Conquest of Iraq, Southwestern Persia, and Egypt: The Middle Years of ʿUmar's Caliphate, A.D. 636–642/A.H. 15–21. SUNY series in Near Eastern studies. ألباني، نيويورك: جامعة ولاية نيويورك للصحافة. ISBN:978-0-88706-876-8. {{استشهاد بكتاب}}: الوسيط |ref=harv غير صالح (مساعدة)
- Kennedy، Hugh (2001). The Armies of the Caliphs: Military and Society in the Early Islamic State. London and New York: Routledge. ISBN:0-415-25093-5.
- Madelung، Wilferd (1997). The Succession to Muhammad: A Study of the Early Caliphate. Cambridge: Cambridge University Press. ISBN:0-521-56181-7. مؤرشف من الأصل في 2023-05-24.
- Petersen، Leif Inge Ree (2013). Siege Warfare and Military Organization in the Successor States (400–800 AD): Byzantium, the West and Islam. Leiden: Brill. ISBN:978-90-04-25199-1. مؤرشف من الأصل في 2023-05-27.
- Ritter، Hellmut (2013). The Ocean of the Soul: Men, the World and God in the Stories of Farīd al-Dīn Aṭṭar. ترجمة: John O'Kane. Leiden: Brill. ISBN:978-90-04-12068-6. مؤرشف من الأصل في 2022-09-25.
- Shaban، M. A. (1971). Islamic History: A New Interpretation, Volume 1, A. D. 600–750 (A. H. 132). Cambridge: Cambridge University Press. ISBN:978-0-521-08137-5. مؤرشف من الأصل في 2023-03-27.